# Busatschi
Die Halbinsel Busatschi (russisch Бузачи, kasachisch Бұзашы/Buzaşı) ist eine ausgedehnte Depression im Nordosten des Kaspischen Meeres. Sie ist großteils von Salzsümpfen bedeckt und liegt 20 bis 35 m unter dem Meeresspiegel, also noch einige Meter tiefer als die Kaspisee.
Als Halbinsel misst sie etwa 100 × 100 km, die Depression hat aber fast die dreifache Fläche.
Das klimatisch sehr trockene Gebiet gehört zur kasachischen Westprovinz Mangghystau und liegt zwischen der bergigen Halbinsel Mangyschlak im Süden und dem wüstenartigen Ustjurt-Plateau im Südwesten. Im Norden grenzt das Gebiet an die kasachische Provinz Atyrau, wo sich die Kaspische Senke noch weit nach Norden und Osten fortsetzt.
An der Küste wird die Halbinsel von zwei Meerbusen begrenzt: im Norden vom schmalen und flachen Mertwy Kultuk, der sich etwa 100 km zwischen Salzsümpfen und kleinen Inseln ins Land erstreckt, und im Süden vom Mangyschlakski Zaliv, der anfangs 30 km breit und etwa 10 m tief ist. Der Mertwy Kultuk wird auch als Toter Meerbusen bezeichnet; seine Fortsetzung ins Landesinnere war um 1890 noch 170 km lang und ist nun teilweise verlandet.